# Salles-sur-Garonne
Salles-sur-Garonne é uma comuna francesa na região administrativa de Occitânia, no departamento de Alta Garona. Estende-se por uma área de 5,68 km². Em 2010 a comuna tinha 598 habitantes (densidade: 105,3 hab./km²).

## Comunas vizinhas
| Lafitte-Vigordane        | Carbonne                 | Carbonne        |
| Saint-Élix-le-Château    | Salles-sur-Garonne       | Rieux-Volvestre |
| Saint-Julien-sur-Garonne | Saint-Julien-sur-Garonne | Rieux-Volvestre |